# Pyramica abdita
Pyramica abdita är en myrart som först beskrevs av Kempf 1960.  Pyramica abdita ingår i släktet Pyramica och familjen myror. Inga underarter finns listade i Catalogue of Life.

## Bildgalleri

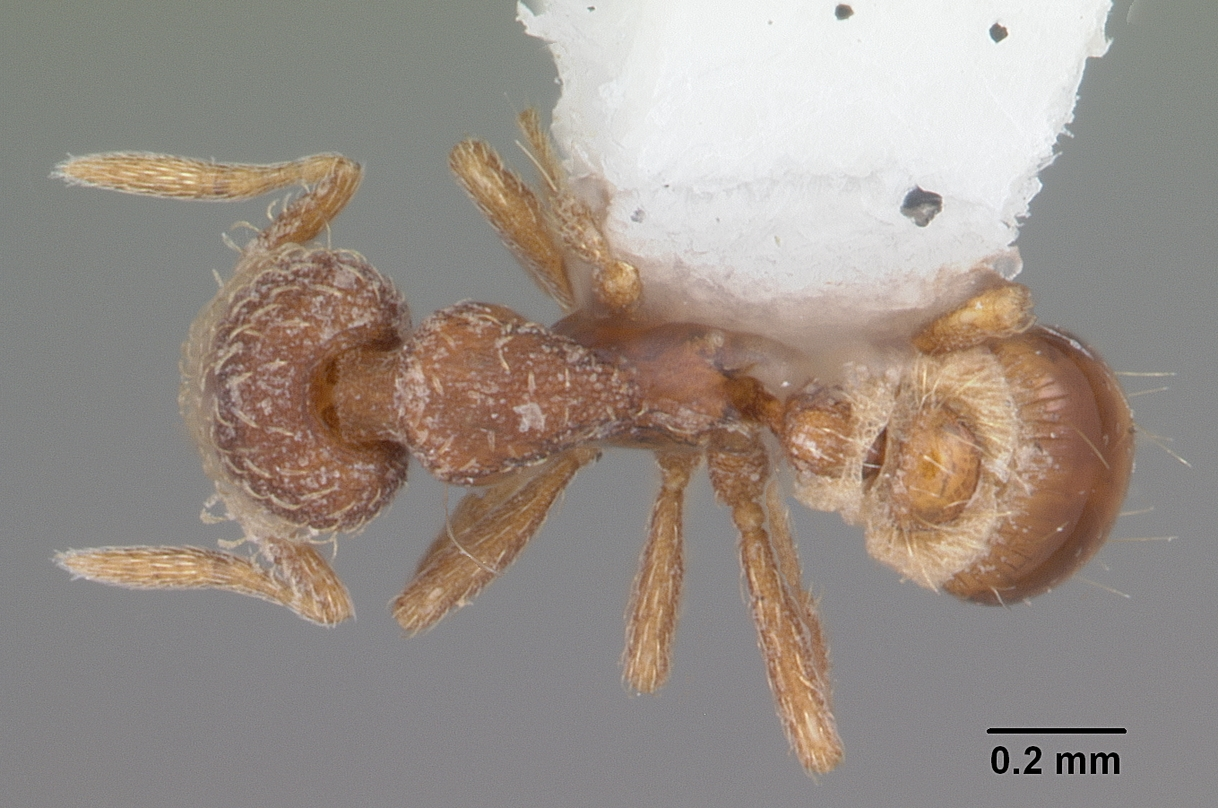
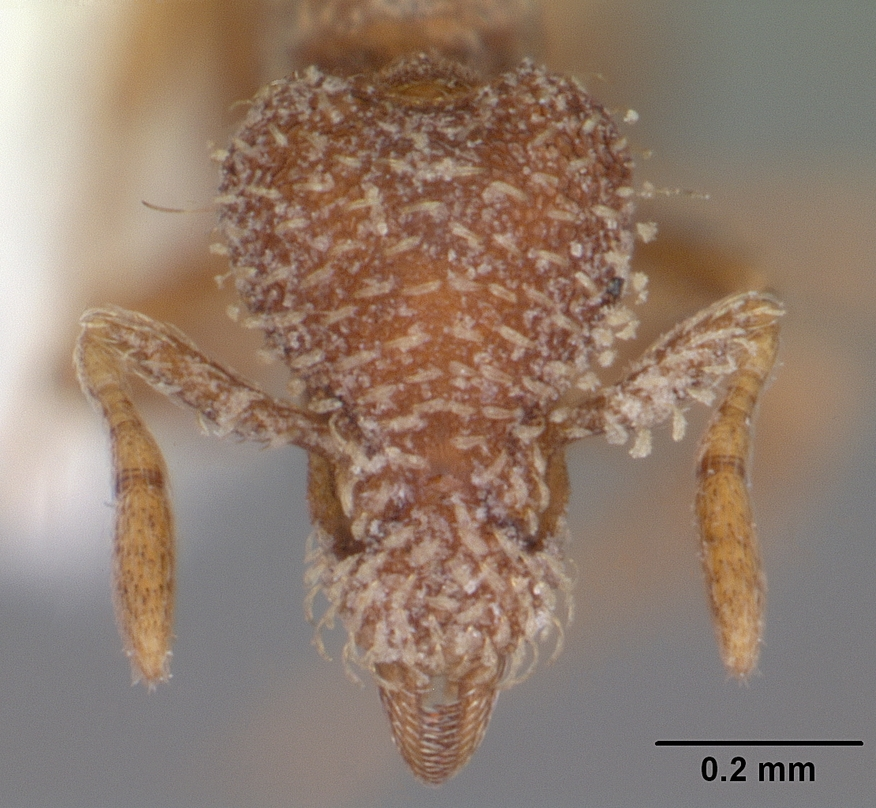
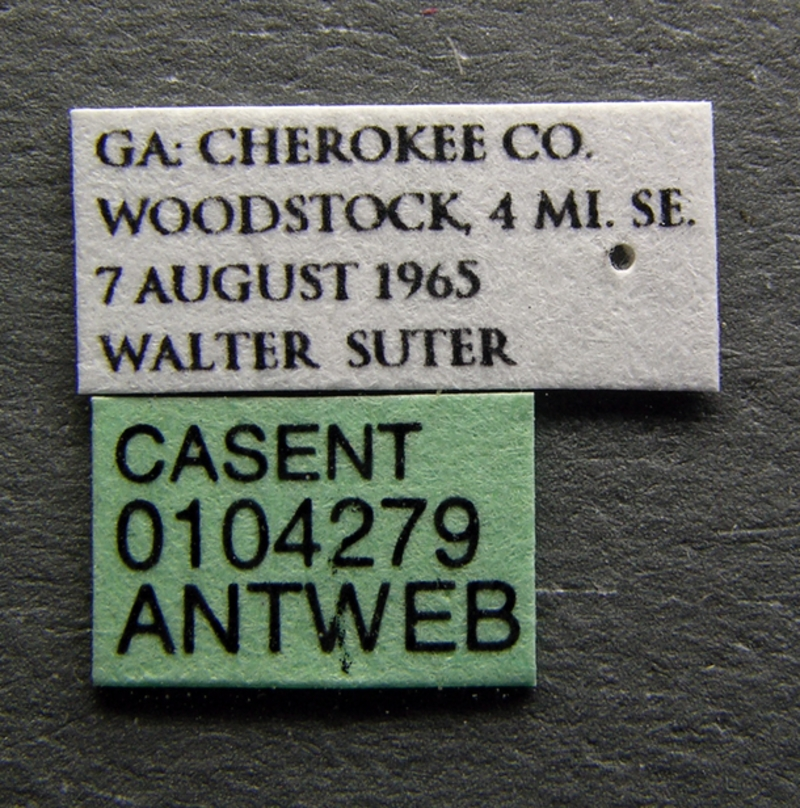
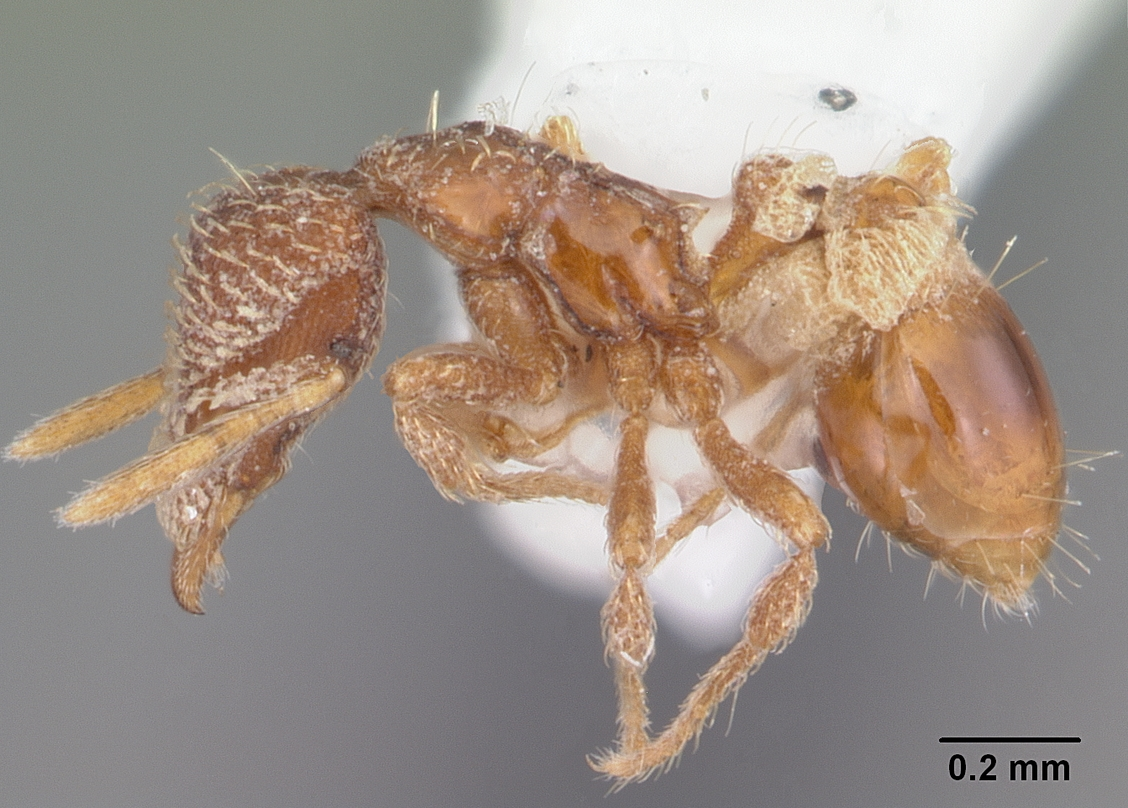